# Salvador Maidana
Salvador Maidana (Melo, Uruguay; 16 de junio de 1987) es un futbolista uruguayo que juega en Cerro Largo de la Primera División de Uruguay

## Clubes[1]
| Cerro Largo           | Uruguay | 2009 - 2011 |                     |         |                     |
| River Plate (Uruguay) | Uruguay | 2012        |                     |         |                     |
| Cerro Largo (cedido)  | Uruguay | 2012        | Deportivo Maldonado | Uruguay | 2016 - (actualidad) |